# Robert Greene
Pour les articles homonymes, voir Robert Greene (homonymie) et Greene.
Robert Greene (Norwich, 11 juillet 1558 - 3 septembre 1592) est un dramaturge, poète et pamphletiste anglais.

## Biographie
Né à Norwich en Angleterre, il étudie les arts à St John's College (Université de Cambridge). Il est considéré comme étant le premier écrivain anglais à avoir pu vivre de sa profession. Le grand nombre de pamphlets populaires, de traités, et de travaux divers en prose que Greene a produit témoignent de son besoin constant d'argent pour subvenir à son type de vie sulfureuse qui épuisait ses revenus, manière de vivre qui l'aidait cependant à vendre ses écrits grâce à sa réputation scandaleuse.
Écrite vers 1590, sa comédie Friar Bacon and Friar Bungay remporte un grand succès. Encore régulièrement montée en Angleterre, cette pièce demeure le meilleur exemple du théâtre et de l'humour caustique de Robert Greene.
Le franc-parler et la personnalité outrancière de Greene en auraient fait, selon plusieurs universitaires, dont le critique américain Stephen Greenblatt, une des sources d'inspiration du personnage de Falstaff, créé par William Shakespeare.

## Œuvre

### Publications en prose
- Mamillia: A Mirror or Looking-glass for the Ladies of England (1583)
- Mamillia: The Second Part of the Triumph of Pallas (1593)
- The Anatomy of Lovers' Flatteries (1584)
- The Myrrour of Modestie (1584)
- Arbasto; The Anatomy of Fortune (1584)
- Gwydonius; The Card of Fancy (1584)
- The Debate Between Folly and Love (1584)
- The Second Part of the Tritameron of Love (1587)
- Planetomachia (1585)
- An Oration or Funeral Sermon (1585)
- Morando; The Tritameron of Love (1587)
- Morando; The Second Part of the Tritameron of Love (1587)
- Euphues: His Censure to Philautus (1587)
- Greene's Farewell to Folly (1591)
- Penelope's Web (1587?)
- Alcida; Greene's Metamorphosis (1617)
- Greenes Orpharion (1599)
- Pandosto (1588)
- Perimedes (1588)
- Ciceronis Amor (1589)
- Menaphon (1589)
- The Spanish Masquerado (1589)
- Greene's Mourning Garment (1590)
- Greene's Never Too Late (1590)
- Francesco's Fortunes, or The Second Part of Greene's Never Too Late (1590)
- Greene's Vision, Written at the Instant of his Death (1590?)
- The Royal Exchange* (1590)
- A Notable Discovery of Coosnage (1591)
- The Second Part of Conycatching (1591)
- The Black Books Messenger (1592)
- A Disputation Between a Hee Conny-Catcher and a Shee Conny-Catcher (1592)
- A Groatsworth of Wit Bought with a Million of Repentance  (1592)
- Philomela (1592)
- A Quip for an Upstart Courtier (1592)
- The Third and Last Part of Conycatching (1592)

### Poésie
- A Maiden's Dream (1591)

### Théâtre
- Friar Bacon and Friar Bungay (vers 1590)
- The History of Orlando Furioso (vers 1590)
- A Looking Glass for London and England (vers 1590), en collaboration avec Thomas Lodge
- The Scottish History of James the Fourth (vers 1590)
- The Comical History of Alphonsus, King of Aragon  (vers 1590)